# Claude de Champlouis

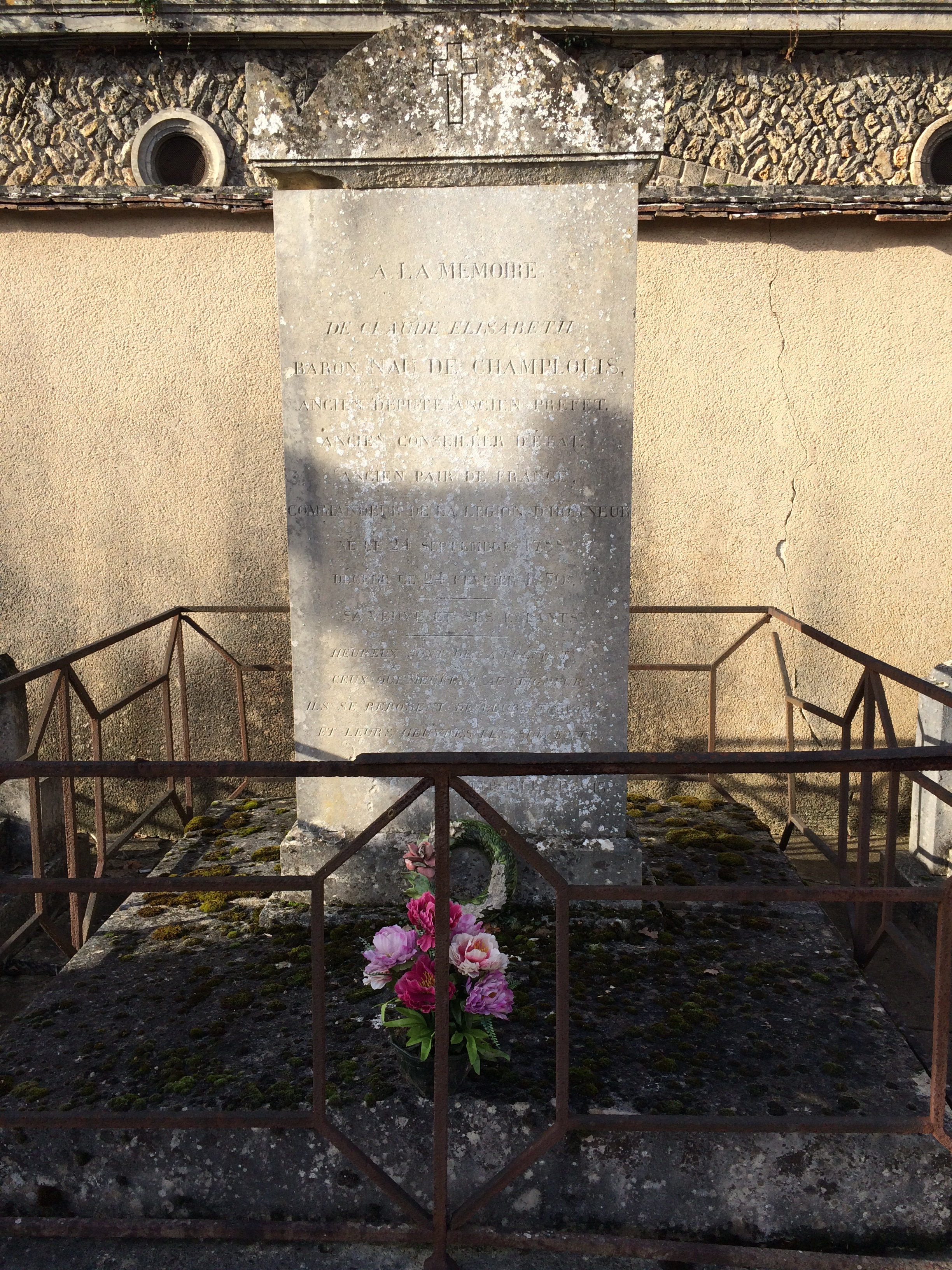
Sépulture de Claude Nau de Champlouis au cimetière de Louveciennes (78)

Claude-Élisabeth Nau, baron de Champlouis (24 septembre 1788, Paris - 24 février 1850, Paris), est un homme politique français.

## Biographie
Il fit ses études au lycée Napoléon, entra comme employé au secrétariat du ministère de l'Intérieur, puis fut chargé d'une mission à Florence ou il resta jusqu'en 1809, comme chef de l'administration départementale et communale. Rentré en France à cette époque, il devint chef des bureaux du 3e arrondissement de la police générale (départements de l'Empire au-delà des Alpes).
Sous la Restauration, il devint, en 1815, chef de division au secrétariat, et, en 1817, secrétaire de la commission des subsistances qui venait d'être créé. Nommé maître des requêtes en 1821, attaché au comité de l'intérieur, il fut appelé, en 1829, par le gouvernement Martignac, aux fonctions de préfet des Vosges, mais donna sa démission peu de jours après la chute du ministère libéral. Élu, le 23 juin 1830, député du grand collège des Vosges, il s'y montra fort hostile aux ordonnances de Juillet et signa la protestation du 28 juillet.
À nouveau nommé préfet des Vosges par le nouveau régime, il dut se représenter devant ses électeurs qui lui renouvelèrent son mandat, le 28 octobre suivant. Il ne se représenta pas en 1831, devint préfet du Bas-Rhin où il calma les troubles qui s'étaient produits[Lesquels ?], et reçut en récompense le titre de conseiller d'État, section de l'intérieur. Appelé en 1833 à la préfecture du Pas-de-Calais, il est nommé pair de France, le 7 mars 1839. Il passa en 1840 à celle de la Côte-d'Or où il resta jusqu'à la révolution de 1848.
Mis à la retraite, comme préfet, le 3 juin 1848, il mourut peu après. Il est enterré dans le cimetière de Louveciennes (partie ancienne).